# (118702) 2000 OM67
(118702) 2000 OM67 транснептуновый объект, расположенный в области рассеянного диска Солнечной системы. Он был обнаружен 31 июля 2000 года Марком У. Буи и Сьюзан Д. Керн.